# Idiodes andriana
Idiodes andriana là một loài bướm đêm trong họ Geometridae.